# Rådhuskällaren
Rådhuskällaren är en tidstypisk funktionalistisk byggnad i centrala Ronneby som uppfördes 1935 av företaget Ronneby Sprithandels AB. Byggnadens placering mitt emot Gamla rådhuset gav verksamhetens dess namn med restaurang i bottenvåningen och bostäder på övre plan. Kvarteret Åke där Rådhuskällaren ligger var fram till 1930-talet obebyggt och när Ronneby stad köpte in tomten uppstod omfattande diskussioner om hur kvarteret skulle bebyggas. Tidigare hade marken nyttjats för Ahlborgs handelsträdgård och ett av förslagen av till bebyggelse var att låta bygga ett nytt konserthus. Byggnaden ligger placerad utmed Karlskronagatan tillsammans med Biografhuset uppfört 1937 och Telegraf- och posthuset uppfört 1939. Rådhuskällaren ingår alltså i en relativt välbevarad stadsmiljö med tydlig koppling till den tidiga funktionalismens arkitektur i Sverige. I kvarteret Åke har delar av bebyggelsen reglerats i detaljplan med bevarandebestämmelser.